# 宮地洋州
宮地 洋州（みやじ ひろくに、1982年11月11日 - ）は、日本の連続起業家。D2Cファッションブランド、SNSやインフルエンサーマーケティングを展開する株式会社3ミニッツの創業者であり、AIヒューマンの開発やブロックチェーン事業などを手掛ける1SEC 創業者。

## 来歴
生い立ち
1982年11月11日、長崎県に生まれる。  
東京国際大学に入学し、在学中にアメリカ・オレゴン州のウィラメット大学に留学。2003年に卒業。
stuioの設立とSTULIOの開発
2013年、BUYMAを運営する株式会社エニグモと共同で株式会社stulioを設立し、代表取締役社長に就任。  
フリマアプリ兼ファッションSNSアプリ「STULIO」の開発・運営に携わる。
3ミニッツの創業と成長
2014年9月、D2Cファッションブランドやインフルエンサーマーケティングに特化した株式会社3ミニッツを創業し、代表取締役社長に就任。  
同社は、動画制作やファッション動画メディア「MINE」、D2Cファッションブランド「エイミーイストワール」や「エトレ トーキョー」などを展開
2015年2月、LINE株式会社「LINE Life Global Gateway」の出資先として「3 MINUTE」が選ばれる。
2017年2月、グリー株式会社が約43億円で3ミニッツを買収。GREEによる買収以前に持ち株をVCに売却し、代表取締役社長を退任。
1SECの創業とバーチャルインフルエンサーの開発
2017年、3ミニッツを退任後、アメリカに渡る。
2019年3月、ロサンゼルスと東京を拠点とする株式会社1SECを創業し、代表取締役CEOに就任。
同社は、日本初の男性AIヒューマンの企画・開発・マネジメントや、3DCGやAIを使用したバーチャルモデルの開発・プロデュースを行っている。特に、日本初のメンズバーチャルインフルエンサー「リアム・ニクロ（Liam Nikuro）」を開発。
デジタルファッションレーベル「1Block」
2021年、デジタルファッションレーベル「1Block」を創設し、日本初のバーチャルスニーカーを北米で販売。このバーチャルスニーカーは約140万円で落札された。
MetaSamurai についても「COACH」「atmos」「BEAMS」といったブランドやセレクトショップのほか、「LUPIN THE IIIrd」「攻殻機動隊」とのコラボを実現